# Suburban Gothic
Suburban Gothic è un film del 2014 diretto da Richard Bates Jr.

## Trama
Incapace di trovare un lavoro, Raymond è costretto a tornare a casa per vivere con i suoi genitori. Sua madre Eva ne è estasiata e non vede l'ora che arrivi, mentre suo padre Donald crede che Raymond sia una completa delusione e spesso lo rimprovera. A peggiorare le cose, sembra che la maggior parte dei suoi compagni di scuola del liceo sia rimasta in città e nessuno di loro è disposto a fargli dimenticare che in precedenza era un perdente in sovrappeso con una credenza nel paranormale. Raymond ritrova anche una sua ex compagna di classe, Becca, che lavora come barista locale. Le cose prendono una brutta piega quando il corpo di una ragazza viene dissotterrato nel cortile dei suoi genitori.

## Produzione
La maggior parte degli interpreti (tra cui Ray Wise, Jeffrey Combs, Jack Plotnick e Mackenzie Phillips) hanno fatto delle apparizioni nella serie Tv Criminal Minds (2005), interpreta Matthew Gray Gubler.
Matthew Gray Gubler e Richard Bates Jr. hanno precedentemente lavorato insieme a Excision (2012).
Allo Screamfest 2014, Gubler ha ricevuto un premio come miglior attore per la sua interpretazione.

## Distribuzione
Il film ha avuto la sua prima assoluta il 19 luglio 2014 al Fantasia International Film Festival; è stato proiettato nello stesso anno in altri diversi festival cinematografici (Fantasy Filmfest, Lund Fantastisk Film Festival, Toronto After Dark Film Festival, Kaohsiung Film Festival, Molins Film Festival).
Venne distribuito limitatamente nelle sale cinematografiche statunitensi (dalla Filmbuff) e sulle piattaforme video on demand dal 30 gennaio 2015; nello stesso anno è stato distribuito per il mercato dell'home video.
In Italia non è mai stato distribuito ma circola sottotitolato nel circuito collezionistico.